# Spomenik miru v Hirošimi
Spomenik miru v Hirošimi (japonsko 広島平和記念碑, latinizirano: Hiropima Heiva Kinenhi), prvotno dvorana za pospeševanje industrije prefekture Hirošima, ki se zdaj pogosto imenuje kupola Genbaku, kupola atomske bombe (japonsko 原爆ドーム, latinizirano: Genbaku Dōmu), je del Spominskega parka miru v Hirošimi na Japonskem in je bil leta 1996 vpisan na Unescov seznam svetovne dediščine. Ruševine dvorane služijo kot spomenik več kot 140.000 ljudem, ki so bili ubiti v atomskem bombardiranju Hirošime ob koncu druge svetovne vojne. Trajno je ohranjen v stanju ustavljene ruševine kot opomin na uničujoče učinke jedrske vojne.

## Zgodovina
Stavbo Razstavne dvorane izdelkov je prvotno zasnoval češki arhitekt Jan Letzel. Zasnova je vključevala značilno kupolo na najvišjem delu stavbe. Dokončana je bila aprila 1915 in so jo poimenovali Hirošimska prefekturna komercialna razstava (HMI). Uradno je bila odprta za javnost avgusta istega leta. Leta 1921 je bilo ime spremenjeno v Razstavno dvorano prefekture Hirošima in ponovno leta 1933 v Dvorano za pospeševanje industrije prefekture Hirošima (広島県産業奨励館, Hirošima-ken Sangjo Šourei-kan). Stavba je bila v velikem poslovnem okrožju poleg mostu Aioi in je bila primarno uporabljena za umetniške in izobraževalne razstave.

### Atomsko bombardiranje
Ob 8.15 zjutraj 6. avgusta 1945 so letalske sile Združenih držav Amerike odvrgle prvo atomsko bombo, ki so jo uporabili v vojni, iz bombnika Boeing B-29 Superfortress Enola Gay. Sila atomske bombe je dejansko izbrisala mesto Hirošima na Japonskem.
Pred tem, 25. julija, je general Carl Spaatz, poveljnik ameriških strateških zračnih sil v Pacifiku, prejel ukaz za izvedbo napada s '«posebno bombo« na izbrana mesta na Japonskem. Prvo izbrano ciljno mesto je bila Hirošima, ki je imela pomembno pristanišče na južnem otoku Honšu in je bilo poveljstvo druge japonske generalne armade s 40.000 vojaki v mestu. Bomba je bila sestavljena na skrivaj in naložena na Enola Gay. Bomba s kodnim imenom Little Boy je imela moč, enakovredno 15.000 tonam TNT-ja. Letalo je bombo odvrglo nad mesto ob 8:15:17 zjutraj po lokalnem času 6. avgusta 1945. Približno 43 sekund po padcu je eksplodiralo nad mestom in zgrešilo cilj za 240 m. Bomba, namenjena mostu Aioi, je namesto tega eksplodirala neposredno nad bolnišnico Šima, ki je bila zelo blizu kupole Genbaku. Ker je bila eksplozija skoraj neposredno nad glavo, je stavba lahko ohranila svojo obliko. Navpični stebri stavbe so se lahko uprli skoraj navpični navzdol usmerjeni sili eksplozije, deli betonskih in opečnih zunanjih sten pa so ostali nedotaknjeni. Središče eksplozije je odjeknilo 150 m vodoravno in 600 m navpično od kupole. Vsi v stavbi so bili takoj ubiti. Trajnost stavbe lahko pripišemo tudi protipotresni zasnovi; zdržala je potrese pred in po bombardiranju.

### Po atomskem bombardiranju

#### Ohranjanje
Zaradi svoje kamnite in jeklene konstrukcije je bila stavba ena redkih, ki so ostale v bližini hipocentra bombe. Kmalu običajno imenovana kupola Genbaku (A-bomba), zaradi izpostavljenega kovinskega ogrodja kupole na njenem vrhu je bila struktura predvidena za rušenje z ostalimi ruševinami, vendar je bila večina stavbe nedotaknjena, kar je odložilo načrte za rušenje. Kupola je postala predmet polemike, nekateri domačini so jo želeli porušiti, drugi pa so jo želeli ohraniti kot spomin na bombardiranje in simbol miru. Končno, ko se je začela obnova Hirošime, so bili skeletni ostanki stavbe ohranjeni.
Od leta 1950 do 1964 je bil okoli Kupole ustanovljen Spominski park miru. Mestni svet Hirošime je leta 1966 sprejel resolucijo o trajni ohranitvi kupole Genbaku, uradno imenovane Spomenik miru v Hirošimi (Genbaku Dome). Kupola je še vedno glavna znamenitost parka.
Preperevanje in propadanje kupole Genbaku se je v povojnem obdobju nadaljevalo. Mestni svet Hirošime je leta 1966 izjavil, da namerava za nedoločen čas ohraniti strukturo. Prvi ljudsko izvoljeni župan Hirošime Šinzo Hamai (1905–1968) je iskal sredstva za prizadevanja za ohranitev doma in v tujini. Med enim potovanjem v Tokio se je Hamai zatekel k zbiranju sredstev neposredno na ulicah prestolnice. Ohranitvena dela na kupoli Genbaku so bila zaključena leta 1967. Kupola Genbaku je prestala dva manjša projekta ohranjanja za stabilizacijo ruševine, zlasti med oktobrom 1989 in marcem 1990.
Kupola Genbaku stoji skoraj tako, kot je bila po bombardiranju 6. avgusta 1945. Spremembe ruševin, ki naj bi zagotovile stabilnost strukture, so bile minimalne. 

#### Unescova svetovna dediščina
Decembra 1996 je bila kupola Genbaku registrirana na Unescovem seznamu svetovne dediščine na podlagi Konvencije o varstvu svetovne kulturne in naravne dediščine. Vpis na Unescov seznam je temeljil na njenem preživetju pred uničujočo silo (atomsko bombo), prvi uporabi jedrskega orožja na človeški populaciji in njegovem predstavljanju kot simbola miru.
Delegati Odbora za svetovno dediščino iz Kitajske in ZDA so imeli zadržke glede potrditve spomenika kot območja svetovne dediščine. Kitajska je navedla možnost, da bi lahko spomenik uporabili za omalovaževanje dejstva, da so države žrtve japonske agresije med vojno utrpele največ življenj, Združene države pa so izjavile, da bi s spomenikom na vojni kraj izpustili potreben zgodovinski kontekst. ZDA so se distancirale od te odločitve.

## Galerija
- Razstavna dvorana izdelkov v prvotnem stanju (okoli 1921–1933)
- Dvorana, posneta z mostu Motoyasu (okoli 1921–1933)
- Nočna fotografija, 1921
- Prebivalci mesta gredo mimo spomenika miru v Hirošimi na poti na spominsko slovesnost 6. avgusta 2004
- Kupola, fotografija posneta z jugozahodne strani